# 새시
새시(sash)는 여러 가지 재료로 만들어진 창틀이다. 재료로는 강철 새시, 플라스틱 새시, 금속 새시, 알루미늄 새시 등이 있다.